# Bellisotoma
Genre
Bellisotoma est un genre de collemboles de la famille des Isotomidae.

## Distribution
Les espèces de ce genre se rencontrent en Amérique du Nord.

## Liste des espèces
Selon Checklist of the Collembola of the World (version du 5 septembre 2019) :
- Bellisotoma ewingi (Folsom, 1933)
- Bellisotoma joycei (Soto-Adames & Giordano, 2011)

## Étymologie
Ce genre est nommé en l'honneur de Joyce et Ross Bell.

## Publication originale
- Soto-Adames, Giordano & Christiansen, 2013 : Bellisotoma, a new genus of Isotomidae from North America (Hexapoda, Collembola). ZooKeys, no 283, p. 7-13 (texte intégral).